# Mount Gilead (Ohio)
Mount Gilead ist ein Village in Morrow County, Ohio, Vereinigte Staaten. Der Ort, der nach der Volkszählung von 2000 3290 Einwohner hat, ist County Seat (Verwaltungssitz) des Morrow County.

## Geschichte
Nachdem 1817 die ersten weißen Siedler in die Region kamen, wurde der Ort, der damals noch im Marion County lag, zunächst als Whetsom und Youngstown bezeichnet. Ab 1832 als Mount Gilead bekannt, wurde der Ort 1839 offiziell als Gemeinde registriert. Im Jahr 1848 wurde Mount Gilead mit damals etwa 400 Einwohnern zum Verwaltungssitz des neu gegründeten Morrow County bestimmt.
Mitte des 19. Jahrhunderts waren einige Einwohner, die aus zumeist religiösen Gründen die Sklaverei ablehnten, im Underground Railroad engagiert. Um 1880 hatte Mount Gilead 1216 Einwohner. Im Jahr 1919 wurde dem Ort von der US-Regierung eine Siegessäule zum Gedenken daran gestiftet, dass in Morrow County während des Ersten Weltkriegs im Verhältnis zum Pro-Kopf-Einkommen mehr Kriegsanleihen erworben wurden als in irgendeinem anderen County der Vereinigten Staaten.
Bedingt durch die entsprechende Prägung des Morrow County blieb bis ins 20. Jahrhundert die Landwirtschaft der wichtigste Wirtschaftszweig in Mount Gilead, das zur Jahrtausendwende der am dichtesten besiedelte Ort des County war.